# 萬栄
株式会社萬栄（まんえい）は大阪府大阪市中央区に本社を置く、繊維製品・生活用品を中心に卸売を行う企業である。

## 概要
大阪市中央区の卸売業が集まる船場地域に本社を置いている。大阪市中央区南久宝寺町にあり、1号館は主に衣料品・2号館は、生活用品や家庭用品などを取り揃えている。
大阪基盤の企業ではあるが、メインバンクは第一勧業銀行（現在はみずほ銀行）であり、船場本社や箕面支社にはみずほ銀行の店舗外ATMが設置されている。

## 沿革
- 1951年　創業。

## 所在地
- 本社
  - 〒541-0058 大阪府大阪市中央区南久宝寺町3-3-11

- 支社
  - 大阪府箕面市

### 営業所
- 萬栄1号館
  - 〒541-0058　大阪府大阪市中央区南久宝寺町3-3-11

- 萬栄2号館
  - 〒541-0057　大阪府大阪市中央区北久宝寺町3-3-10

※いずれも生活用品・日常品を取り扱う。
※営業時間　9:30～17:30
※木曜休日